# Рид, Джа
Джа Рид (англ. Jah Reid; род. 21 июля 1988, Хейнс-Сити, Флорида) — американский футболист, выступающий за футбольную команду НФЛ «Балтимор Рэйвенс» на позиции Оффенсив гард. Был выбран «Балтимор Рэйвенс» на драфте 2011 года в 3 раунде драфта под номером 85. С момента драфта провел 10 игр за команду. Победитель Супербоула XLVII.